# Margaretha Zelle Akwadukt
Het Margaretha Zelle Akwadukt is een aquaduct aan de westzijde van Leeuwarden in het verlengde van de Fahrenheitweg en de Johannes Brandsmaweg. Over het aquaduct loopt het Van Harinxmakanaal. 
Het aquaduct is vernoemd naar de in Leeuwarden geboren exotische danseres Margaretha Zelle, de echte naam van Mata Hari. Het aquaduct is op 18 december 2014 opengesteld. De Zwettebrug was sinds de komst van de Haak om Leeuwarden (N31) en het aquaduct niet meer in gebruik en werd in 2016-17 gesloopt.

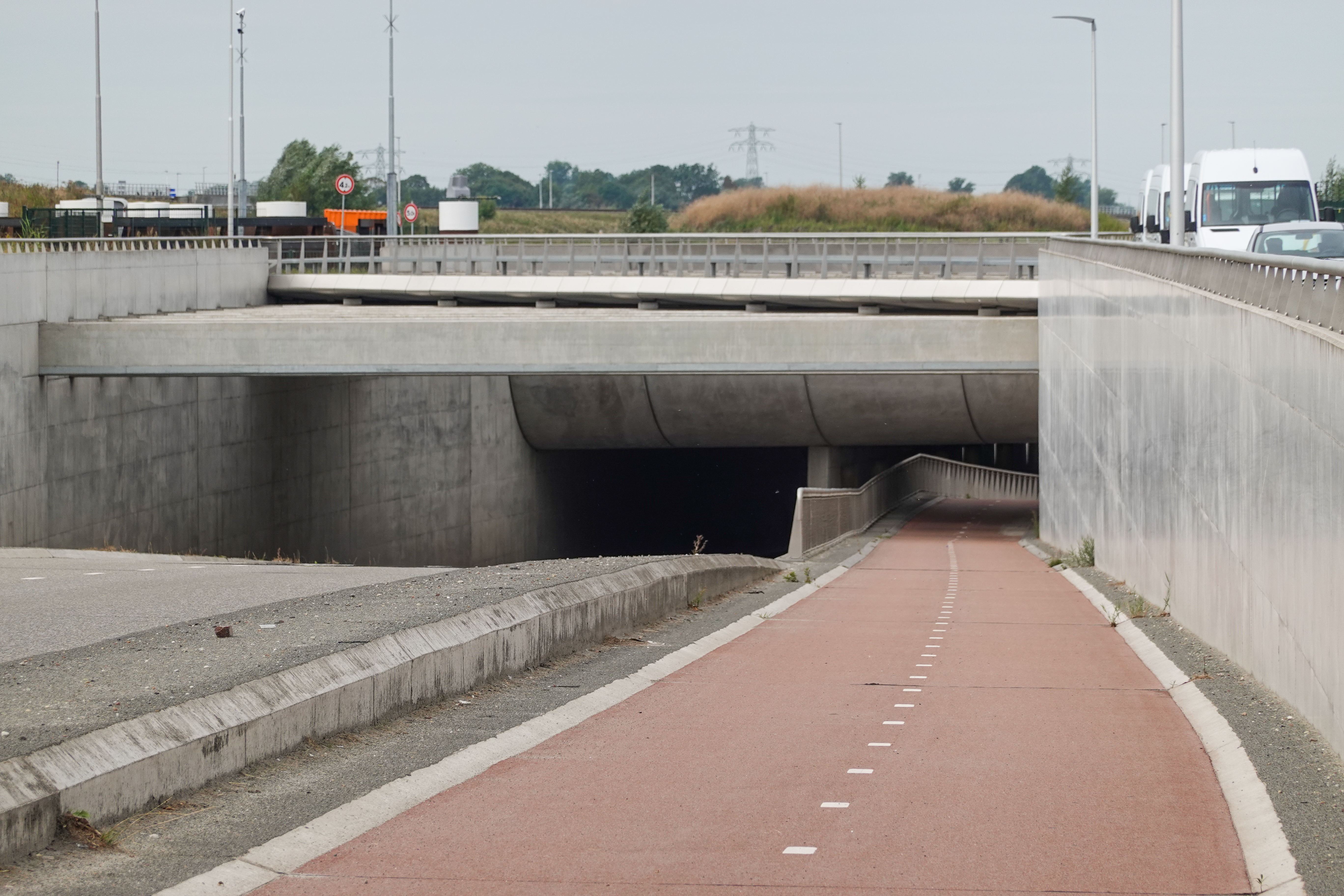

Galamadammen · Geeuw · Hendrik Bulthuis ·  Houkesloot · Ie · Jeltesloot · Langdeel · Leppa · Margaretha Zelle · M.C. Escher · Mid-Fryslân · Prinses Margriet · Richard Hageman · Van Harinxmakanaal (Harlingen)